# Oedaspis fissa
Oedaspis fissa
 es una especie de insecto del género Oedaspis de la familia Tephritidae del orden Diptera. 
Friedrich Hermann Loew la describió científicamente por primera vez en el año 1862.